# Skupina armád

Značka pro skupinu armád nebo front v mapové symbolice NATO

Skupina armád je druh vojenské formace skládající se z několika polních armád a případně i menších samostatných, jí přímo podřízených jednotek. Skupina armád může být v případě koaliční války složena i z armád více států – např. spojenecká 21. skupina armád na západní frontě druhé světové války byla složena z kanadské 1. armády, britské 2. armády a americké 9. armády. Označení pro skupinu armád užívané sovětskou vojenskou teorií i praxí je front.
Skupina armád je často největší jednotkou na jednom válčišti, jen zřídka na něm operuje více skupin armád jedné strany.